# Кокэ
Кокэ (𐍚, коми кокэ, также коке) — одиннадцатая буква древнепермского алфавита, использовавшегося для записи языка коми и в качестве тайнописи старорусского языка.

## Использование
Буква 𐍚 обозначала звук [k], что соответствует кириллической букве К к в алфавите Молодцова и современном алфавите. В русских тайнописных текстах также соответствует кириллической к, а в сочетании с двумя точками (𐍚̈) — х.
Также использовалась для обозначения числа 20 (иногда в сочетании с титлом, аналогично кириллической системе счисления).

## Название
В списках встречается единственный вариант названия — коке. В. И. Лыткин полагает, что первоначальным названием буквы было кокэ.  Кокэ в переводе с языка коми означает ‘мотыжит’.
В некоторых списках буква вовсе отсутствует.

## Начертание
Происхождение буквы, предположительно, связано с русской буквой к и, через неё, с греческой буквой κ.
Буква кокэ имеет большое разнообразие вариантов начертания.

## Кодировка
Буква была закодирована в блоке Юникода «Древнепермское письмо» (англ. Old Permic) в версии 7.0, вышедшей 16 июня 2014 года, под кодом U+1035A.